# والت أمبروز
والت أمبروز (بالإنجليزية: Walt Ambrose)‏ هو لاعب كرة قدم أمريكية أمريكي، ولد في 7 أغسطس 1905 في بورتاغ في الولايات المتحدة، وتوفي بنفس المكان في 18 يناير 1968.

## وصلات خارجية
- والت أمبروز على موقع مرجع كرة القدم المحترفة.كوم (الإنجليزية)